# ストラスクライド男爵
ストラスクライド男爵（ストラスクライドだんしゃく、英語: Baron Strathclyde）は、連合王国貴族の男爵位。
過去に2回創設されており、現存する第2期はトマス・ガルブレイスが1955年に叙されたのに始まる。

## 歴史
スコットランドの裁判官で庶民院議員も務めたアレグザンダー・ユーア(1853–1928)は1914年1月15日の勅許状で連合王国貴族ラナーク州におけるサンディフォードのストラスクライド男爵(Baron Strathclyde, of Sandyford,  in the County of Lanark)に叙せられた。これがストラスクライド男爵位の最初の創設である。しかし彼には男子がなかったため、この爵位は彼一代で廃絶した。
ついでスコットランド保守党の庶民院議員でスコットランド関連の役職を歴任したトマス・ダンロップ・ガルブレイス(1891–1985)が、1955年5月4日の勅許状で連合王国貴族エア州におけるバースキミングのストラスクライド男爵(Baron Strathclyde, of Barskimming in the County of Ayr)に叙された。
彼の息子タム・ガルブレイス(1917-1982)は父に先だったため、孫にあたるトマス・ガルブレイス(1960-)が第2代ストラスクライド男爵を継承した。彼は2013年に政界引退するまで貴族院保守党において指導的立場にあった。2016年現在の当主も彼である。

## 一覧

### ストラスクライド男爵 第1期 (1914年)
- 初代ストラスクライド男爵アレグザンダー・ユーア（英語版） (1853–1928)

### ストラスクライド男爵 第2期 (1955年)
- 初代ストラスクライド男爵トマス・ダンロップ・ガルブレイス（英語版） (1891–1985)
- 2代ストラスクライド男爵トマス・ダンロップ・ド・ロイ・ド・ブリッキー・ガルブレイス (1960-)
  - 推定相続人は現当主の弟チャールズ・ウィリアム・ドゥ・ロイ・ド・ブリッキ―・ガルブレイス(1962-)